# Бёррис, Роланд
Роланд Уоллес Бёррис (англ. Roland Wallace Burris; род. 3 августа 1937, Централиа, Иллинойс) — американский политический деятель, сенатор от штата Иллинойс с января 2009 года до ноября 2010 года, член Демократической партии США.
До этого был главой лоббистской компании Burris & Lebed Consulting, а также работал в юридической фирме Burris Wright Slaughter & Tom и был членом совета директоров инвестиционной корпорации Inland Real Estate.
Трижды, в 1994, 1998 и 2002 годах, неудачно баллотировался на пост губернатора Иллинойса, а в 1995 году проиграл праймериз на выборах мэра Чикаго. С 1991 по 1995 год занимал пост генерального прокурора штата Иллинойс, а с 1979 по 1990 год был финансовым инспектором штата. Был назначен в Сенат США губернатором штата Иллинойс Родом Благоевичем, который был арестован и лишен должности за попытку продажи сенаторского поста от Иллинойса.

## Биография
Роланд Уоллес Бёррис (Roland Wallace Burris) родился 3 августа 1937 года в местечке Централиа в штате Иллинойс. Он был младшим из трех детей Эрла (Earl) и Эммы (Emma) Бёррисов. Эрл был работником железной дороги, дополнительный доход ему приносил собственный продуктовый магазин.
Бёррис учился в начальной школе для чернокожих. В 1950-х годах Эрл Бёррис стал активистом движения интеграции и даже потратил на адвоката месячную зарплату, добившись того, чтобы местный муниципальный бассейн был открыт как для белых, так и для чернокожих. Роланд в 1953 году стал первым чёрным ребёнком, который смог искупаться в этом бассейне. Роланд окончил интегрированную школу для белых и черных детей, увлекался американским футболом и бегом.
После школы Бёррис поступил в Южноиллинойсский университет (Southern Illinois University). После окончания университета со степенью бакалавра политических наук в 1959 году Бёррис стал первым чернокожим студентом, отправленным на стажировку от университета в Германию, в Гамбургский университет (Hamburg University). После возвращения из Германии в 1960 году он продолжил обучение в Университете Говарда (Howard University), где в 1963 году получил степень доктора права.
В 1963 году Бёррис стал первым афроамериканцем, назначенным банковским экспертом при министерстве финансов США. В 1964 году он был назначен вице-президентом Континентального национального банка Иллинойса и занимал эту должность до 1973 года, курировал департаменты коммерческого кредитования и налогообложения. В 1968 году Бёррис баллотировался в законодательную ассамблею штата, но проиграл праймериз.
В 1973 году Бёррис был назначен губернатором Иллинойса Даниэлем Уолкером (Daniel Walker) на пост директора департамента по общим услугам штата (Department of General Services). С 1977 по 1978 год Бёррис был национальным исполнительным директором правозащитной организации PUSH.
В 1978 году, после первой неудачной попытки двумя годами ранее, Бёррис был избран финансовым инспектором штата Иллинойс, став первым афроамериканцем, занявшим эту должность. Он трижды переизбирался на этом посту и занимал его до 1991 года. Кроме того, в 1981—1982 годах Бёррис был президентом Национальной ассоциации финансовых инспекторов (National association of state comptrollers), а в 1985—1986 годах был президентом Национальной ассоциации министров финансов, аудиторов и финансовых инспекторов (National association of state auditors, comptrollers and treasurers). Пресса отмечала, что должность финансового инспектора штата Иллинойс никогда не была значимой.
В 1984 году Бёррис неудачно баллотировался в Сенат США от Иллинойса. Во время предвыборной кампании он заявил: «Сегодня Иллинойс называют землей Линкольна. Когда-нибудь она станет землей Бёрриса». Пресса писала о том, что Бёррис во время выступления в Спрингфилде перед журналистами, политиками и лоббистами в одних шортах и боксерских перчатках повторял коронную фразу знаменитого боксера Мохаммеда Али (Muhammad Ali): «Я лучший!». Несмотря на поражение на выборах в Сенат, с 1985 по 1989 год Бёррис занимал пост вице-президента Национального комитета Демократической партии США.
В 1990 году Бёррис был избран генеральным прокурором штата Иллинойс и вступил в должность в начале следующего года. На этом посту он стал создателем адвокатского центра для женщин — жертв домашнего насилия. Несмотря на советы своих заместителей, Бёррис согласился со смертным приговором Роландо Крузу (Rolando Cruz), которого признали виновным в убийстве 11-летней девочки. После того, как Бёррис отказался переизбираться и ушел с поста в 1995 году, Круз был оправдан по результатам ДНК-анализа, но Бёррис свою ошибку признать отказался. В 1993 году Бёррис участвовал в акции по запрещению свободного ношения оружия, однако год спустя, когда выяснилось, что у него имелся личный пистолет, Бёррис не стал от него отказываться.
С 1991 по 1994 год Бёррис входил в совет поверенных фонда Financial Accounting Foundation.
Бёррис трижды неудачно баллотировался на пост губернатора штата Иллинойс. Первый раз он проиграл их в 1994 году. В 1998 году он потерял лидирующие позиции на праймериз после того, как в прессу просочилось его обращение к сторонникам, где он называл своих конкурентов «неквалифицированными белыми мальчишками». В 2002 году Бёррис проиграл праймериз Роду Благоевичу, который был избран губернатором штата.
Также в 1995 году Берриз как независимый кандидат проиграл выборы на пост мэра Чикаго действующему главе города Ричарду Дэйли (Richard Daley).
После отставки с поста генерального прокурора штата и неудачных попыток получить выборную должность Бёррис занялся юридической практикой в Чикаго в фирме Burris Wright Slaughter & Tom и занял пост старшего советника в юридической компании Gonzalez, Saggio & Harlan. Также с 1996 по 2009 год он входил в совет директоров инвестиционной корпорации Inland Real Estate. С 2000 по 2001 год Бёррис входил в совет поверенных Иллинойсского общества сертифицированных бухгалтеров, а в 2003 году был назначен контролером в профсоюзе Chicago’s Local 1001. В 2002 году он вместе с Фредом Лебедом (Fred Lebed) создал и возглавил лоббистскую фирму Burris & Lebed Consulting. Среди клиентов его компании были Commonwealth Edison Company и Иллинойсская ассоциация ипотечных брокеров (Illinois Association of Mortgage Brokers). В числе прочего, он лоббировал строительство казино в Линвуде, штат Иллинойс. Также одним из известных клиентов Burris & Lebed Consulting был крупный похоронный фонд Illinois Funeral Directors Association, против которого в 2008 году были подняты обвинения в растрате средств в размере от 40 до 59 миллионов долларов. Сообщалось, что Бёррис выдал лицензию на деятельность этого фонда, когда был финансовым инспектором штата.
После победы сенатора от Иллинойса Барака Обамы на выборах президента США в 2008 году Бёррис оказался в центре крупного скандала. После ухода Обамы в отставку с сенаторского поста, согласно закону, губернатор штата Благоевич имел право назначить ему замену. В результате расследования ФБР выяснилось, что Благоевич предлагал купить сенаторское кресло тому, кто готов был собрать в его пользу пожертвований на сумму в миллион долларов. 29 января Благоевичу был объявлен импичмент, но до своей отставки в конце декабря 2008 года он успел назначить Бёрриса сенатором от штата Иллинойс. Сам Бёррис заявлял, что не давал Благоевичу взяток, однако представители Республиканской партии указывали на то, что Бёррис и его лоббистская фирма пожертвовали на избирательную кампанию Благоевича от 15 до 20 тысяч долларов, а Burris & Lebed Consulting получила выгодный контракт от правительства штата на сумму в 300 тысяч долларов. Также с фирмой Бёрриса была связана и жена Благоевича — Патрисия (Patricia): пресса указывала на то, что она могла получить пост директора по развитию в Чикагской христианской индустриальной лиге (Chicago Christian Industrial League) благодаря тому, что одним из членов совета директоров в ней был Лебед. Назначение Бёрриса пресса сравнивала со скандалом вокруг финансиста Бернарда Мейдоффа: как писала газета Chicago Tribune, если Мэйдофф продемонстрировал то, как можно в одночасье лишиться имиджа, то на примере Бёрриса можно увидеть, как можно испортить и без того не самую лучшую репутацию.
Республиканцы отказались признавать назначение Бёрриса и предложили провести внеочередное голосование в Иллинойсе по выборам сенатора. Поначалу демократы в Сенате также отказывались признавать назначение Бёрриса, но после того, как Бёррис в очередной раз заверил специальную комиссию в том, что он не только не давал взяток Благоевичу, но и тот не предлагал ему место в Сенате в обмен на пожертвования, они смягчили свою позицию. После произнесения клятвы 15 января 2009 года Бёррис официально стал единственным на тот момент чернокожим сенатором.
В феврале 2009 года Бёррис признался, что брат Благоевича все-таки призывал его к пожертвованиям в пользу губернатора Иллинойса, а в одном из разговоров Бёррис даже упомянул то, что в обмен на пожертвования попросит Благоевича назначить его сенатором. Хотя Бёррис в очередной раз заявил, что денег так и не дал, это признание противоречило показаниям, данным сенатской комиссии.
В Сенате США Бёррис занимался законодательной деятельностью, в том числе он поддержал выдвинутый Обамой законопроект по поддержке экономики, а также работал в комитете по делам ветеранов. Пресса отмечала, что согласившись с назначением на пост сенатора и отказавшись уходить с него, Бёррис окончательно испортил свою репутацию. 18 февраля 2009 года Chicago Tribune призвала Бёрриса уйти в отставку, с аналогичным призывом к сенатору выступила и газета The Washington Post. Срок полномочий Бёрриса в Сенате должен истечь в 2011 году и, как писали СМИ, у него мало шансов на переизбрание. В июле 2009 года Бёррис объявил, что не будет участвовать в следующих выборах в Сенат.
В ноябре 2009 года комитет Сената США по этике объявил о том, что Бёррис получает предупреждение «за заявления и действия, порочащие Сенат», которые заключались в предоставлении общественности и сенатской комиссии недостоверных данных о его назначении. Впрочем, комитет не стал выдвигать против Бёрриса конкретных обвинений, и сенатор от Иллинойса в своей пресс-конференции поблагодарил комитет за то, что тот закрывает его дело и позволяет ему дальше работать в Конгрессе.
29 ноября 2010 года закончился срок полномочий Бёрриса в Сенате. На его место от штата Иллинойс был избран республиканец Марк Кирк (Mark Kirk).
До своего назначения в Сенат США Бёррис был адъюнкт-профессором программы подготовки магистров по государственному управлению Южноиллинойсского университета. C 1979 по 1999 год журнал Ebony включал Бёрриса в список 100 самых влиятельных афроамериканцев
Многие коллеги и СМИ отмечали, что у Бёрриса завышенная самооценка: он часто отзывался о себе в третьем лице и однажды даже назвал себя «провидцем». Бёррис заранее приобрел себе место для могилы на кладбище Oak Woods в Чикаго и воздвиг на нём большой памятник для себя и своей супруги. На памятнике высечен длинный список достижений Бёрриса и оставлено место для будущих свершений.

## Личная жизнь
Бёррис женат на Берлеан Миллер (Berlean Miller). У них двое детей: дочь Роланда Сью (Rolanda Sue) и сын Роланд Уоллес II (Roland Wallace II).